# Terpen
Terpeni so najpogostejše sestavine eteričnih olj in pogoste sestavine smol. Zgrajeni so iz izoprena (C5H8). Splošna formula terpenov je (C5H8)n, kjer n pomeni število izoprenskih enot. Število C-atomov je vedno mnogokratnik števila 5. 
Iz 2 enot izoprena so sestavljeni monoterpeni:
- cimen
- limonen
- mircen
- ocimen
- pinen
- terpinen

Iz 3 enot izoprena so sestavljeni seskviterpeni:
- hamazulen
- kadinen
- kariofilen
- petazin

Iz 4 enot izoprena so sestavljeni diterpeni:
- dipinen

Iz 6 enot izoprena so sestavljeni triterpeni:
- saponini

Višji terpeni so še:
- kariotidi
- kavčuk
- gutaperča

Po zgradbi se glede na število obročev ločijo na monociklične, biciklične in triciklične terpene, obstajajo pa tudi aciklični terpeni, ki atomov nimajo vezanih v obroče.